# Conflicto de Transnistria
El conflicto de Transnistria (en rumano: Conflictul din Transnistria; en ruso: Приднестровский конфликт, romanizado: Pridnestrovskiy konflikt) es un conflicto congelado en curso entre Moldavia y el estado prorruso no reconocido de Transnistria (PMR, por sus siglas oficiales). Su fase más activa fue la guerra de Transnistria. Ha habido varios intentos de resolver el conflicto, aunque ninguno ha tenido éxito. Se puede considerar que el conflicto comenzó el 2 de septiembre de 1990, cuando Transnistria hizo una declaración formal de soberanía de la RSS de Moldavia, durante el proceso de disolución de la Unión Soviética.
Transnistria es reconocida internacionalmente como parte de la República de Moldavia. Tiene el reconocimiento diplomático solo de dos estados postsoviéticos no reconocidos: Abjasia y Osetia del Sur.

## Estado histórico de Transnistria

### Hasta la Segunda Guerra Mundial
La Unión Soviética en la década de 1930 tenía una región autónoma de Transnistria dentro de la RSS de Ucrania, llamada República Socialista Soviética Autónoma de Moldavia, donde casi la mitad de la población era de habla rumana, y con Tiráspol como su capital.
Durante la Segunda Guerra Mundial, cuando el régimen colaboracionista del Reino de Rumanía, con la ayuda de la Alemania nazi, tomó el control de Transnistria, no intentó anexar el territorio ocupado durante la guerra, aunque tenía planes de hacerlo en el futuro.

### Consecuencias territoriales del conflicto de 1992
Margen izquierda del río Dniéster

Durante la Guerra de Transnistria, algunos pueblos de la parte central de Transnistria (en la orilla oriental del Dniéster) se rebelaron contra las nuevas autoridades separatistas de Transnistria (PMR). Han estado bajo el control moldavo efectivo como consecuencia de su rebelión contra el PMR. Estas localidades son: el municipio de Cocieri (incluido el pueblo de Vasilievca), el municipio de Molovata Nouă (incluido el pueblo de Roghi), el municipio de Corjova (incluido el pueblo de Mahala), el municipio de Coșnița (incluido el pueblo de Pohrebea), el municipio de Pîrîta y el municipio de Doroțcaia. De hecho, el pueblo de Corjova está dividido entre PMR y las áreas de control del gobierno central moldavo. Roghi también está controlado por las autoridades de PMR.
Margen derecha del Dniéster

Al mismo tiempo, algunas áreas situadas en la margen derecha del Dniéster están bajo el control de PMR. Estas áreas consisten en la ciudad de Bender con su suburbio Proteagailovca, las comunas Gîsca, Chițcani (incluidas las aldeas Mereneşti y Zahorna) y la comuna de Cremenciug, formalmente en el distrito de Căușeni, situado al sur de la ciudad de Bender.
Las autoridades disidentes de Transnistria también reclaman las comunas de Varnița, en el distrito de Anenii Noi, un suburbio al norte de Bender, y Copanca, en el distrito de Căușeni, al sur de Chițcani, pero estas aldeas permanecen bajo control moldavo.

### Tensiones posteriores
Varias disputas han surgido de estos territorios cruzados por el río. En 2005, la milicia PMR ingresó a Vasilievca, que se encuentra sobre la carretera estratégica que une Tiráspol y Rîbnița, pero se retiró después de unos días. En 2006 hubo tensiones en torno a Varniţa. En 2007 hubo un enfrentamiento entre las fuerzas moldavas y Transnistria en el área de Dubăsari-Cocieri; sin embargo, no hubo víctimas. El 13 de mayo de 2007, el alcalde de la aldea de Corjova, que está bajo control moldavo, fue detenido por la milicia (policía) de la PMR junto con un concejal de la parte del distrito de Dubăsari controlada por Moldavia.
Durante la tensiones entre Rusia y Ucrania de inicio de los años 2020, el 14 de enero de 2022, la inteligencia militar de Kiev declaró que los servicios especiales rusos estaban preparando "provocaciones" contra los soldados rusos presentes en Transnistria en ese momento para crear un pretexto para una intervención de las Fuerzas Armadas de Rusia sobre Ucrania, lo que al final terminó ocurriendo pero desde el norte y este del país eslavo.

## Posición de PMR
Según los defensores de PMR, el territorio al este del río Dniéster nunca perteneció ni a Rumanía ni a sus predecesores, como el Principado de Moldavia. Este territorio se separó de la RSS de Ucrania en una maniobra política de la URSS para convertirse en una semilla de la RSS de Moldavia (de manera similar a la creación de la RSS de Karelo-Finlandia). En 1990, varios funcionarios soviéticos locales conservadores que se oponían a la perestroika proclamaron en la región la República Socialista Soviética Moldava Pridnestroviana. Esta acción fue inmediatamente declarada nula por el entonces Secretario General del Partido Comunista de la Unión Soviética, Mijaíl Gorbachov..
Con la disolución de la Unión Soviética en 1991, Moldavia se independizó. La Declaración de Independencia de Moldavia denunció el Pacto Ribbentrop-Mólotov, firmado por Moscú con la Alemania nazi en 1939, y declaró nula y sin efecto la "Ley de la URSS sobre el establecimiento de la RSS de Moldavia" del 2 de agosto de 1940. El lado de PMR argumenta que, dado que esta ley era el único documento legislativo que vinculaba a Transnistria con Moldavia, no existe base histórica ni legal para las reclamaciones de Moldavia sobre los territorios en la margen izquierda del Dniéster.
Un estudio de 2010 realizado por la Universidad de Colorado en Boulder mostró que la mayoría de la población de Transnistria apoya la separación del país de Moldavia. Según el estudio, más del 80% de los rusos y ucranianos étnicos, y el 60% de los moldavos étnicos en Transnistria preferían la independencia o la anexión por parte de Rusia en lugar de la reunificación con Moldavia.
En 2006, los funcionarios del país decidieron celebrar un referéndum para determinar el estatus de Transnistria. Había dos declaraciones en la boleta: la primera era, "Renuncia a la independencia y potencial futura integración en Moldavia"; el segundo fue, "Independencia y potencial futura integración en Rusia". Los resultados de este doble referéndum fueron que una gran parte de la población estuvo en contra de la primera declaración (96,61%) y a favor de la segunda (98,07%).

## Posición moldava
Moldavia perdió el control de facto de Transnistria en 1992, a raíz de la guerra de Transnistria. Sin embargo, la República de Moldavia se considera el estado sucesor legítimo de la República Socialista Soviética de Moldavia (a la que se le garantizó el derecho a la secesión de la Unión Soviética en virtud de la última versión de la Constitución soviética). Por el principio de integridad territorial, Moldavia afirma que cualquier forma de secesión del estado sin el consentimiento del gobierno central moldavo es ilegal. Por lo tanto, la parte moldava cree que su posición está respaldada por el derecho internacional.
Considera que el actual gobierno de PMR con sede en Transnistria es ilegítimo y no el representante legítimo de la población de la región, que tiene una mayoría moldava (39,9% en 1989). La parte moldava insiste en que Transnistria no puede existir como una entidad política independiente y debe reintegrarse a Moldavia.
Según fuentes moldavas, el clima político en Transnistria no permite la libre expresión de la voluntad de la gente de la región y los partidarios de la reintegración de Transnistria en Moldavia están sujetos a hostigamiento, arrestos arbitrarios y otros tipos de intimidación por parte de las autoridades separatistas.
Debido al no reconocimiento de la independencia de Transnistria, Moldavia cree que todos los habitantes de Transnistria son legalmente ciudadanos de Moldavia. Sin embargo, se estima que entre 60.000 y 80.000 habitantes de Transnistria adquirieron la ciudadanía rusa y alrededor de 20.000 transnistrios adquirieron la ciudadanía ucraniana. Como resultado, las autoridades moldavas han tratado de bloquear la instalación de un consulado ruso y ucraniano en Tiráspol.

## Reconocimiento internacional de la soberanía de Transnistria
Solo dos estados reconocen la soberanía de Transnistria, que son estados con reconocimiento limitado: Abjasia y Osetia del Sur. Además la reconoció la antigua República de Artsaj. Los cuatro estados son miembros de la Comunidad para la Democracia y los Derechos de las Naciones.

## Resolución de las Naciones Unidas A/72/L.58
El 22 de junio de 2018, la República de Moldavia presentó una resolución de la ONU que pide la "retirada completa e incondicional de las fuerzas militares extranjeras del territorio de la República de Moldavia, incluida Transnistria". La resolución fue adoptada por mayoría simple.